# Euphorbia kuwaleana
Euphorbia kuwaleana là một loài thực vật có hoa trong họ Đại kích. Loài này được O.Deg. & Sherff mô tả khoa học đầu tiên năm 1949.

## Hình ảnh

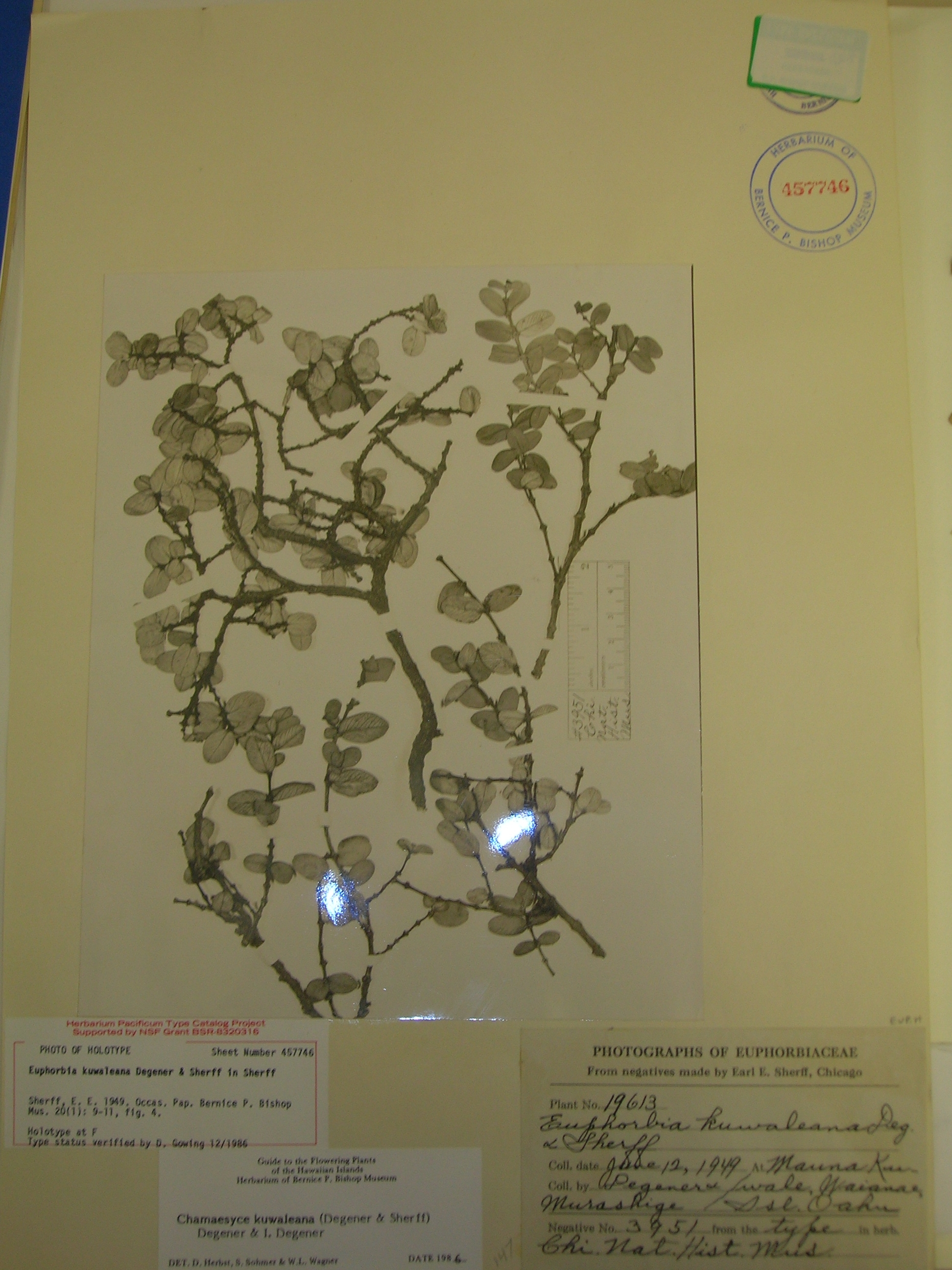
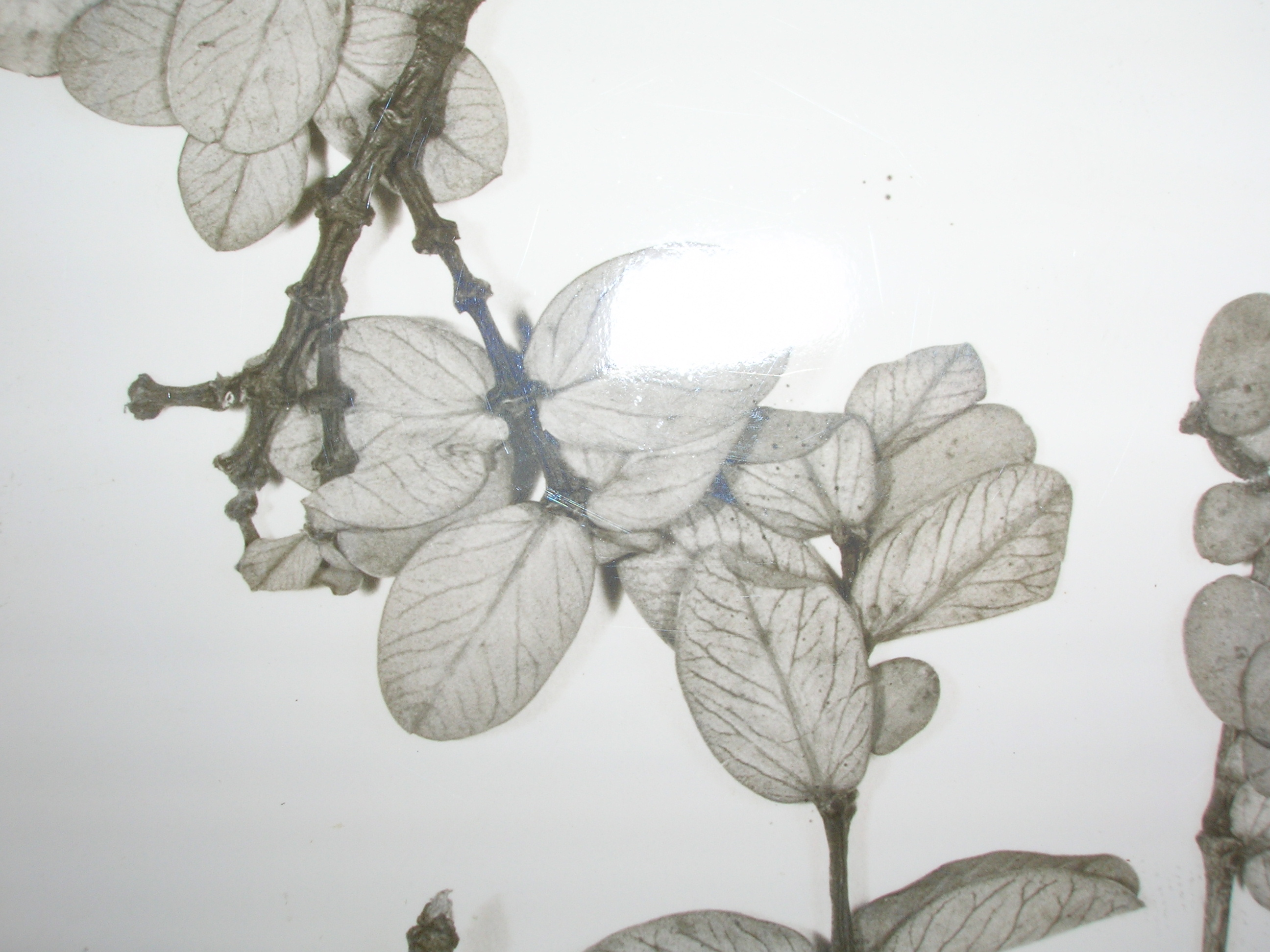
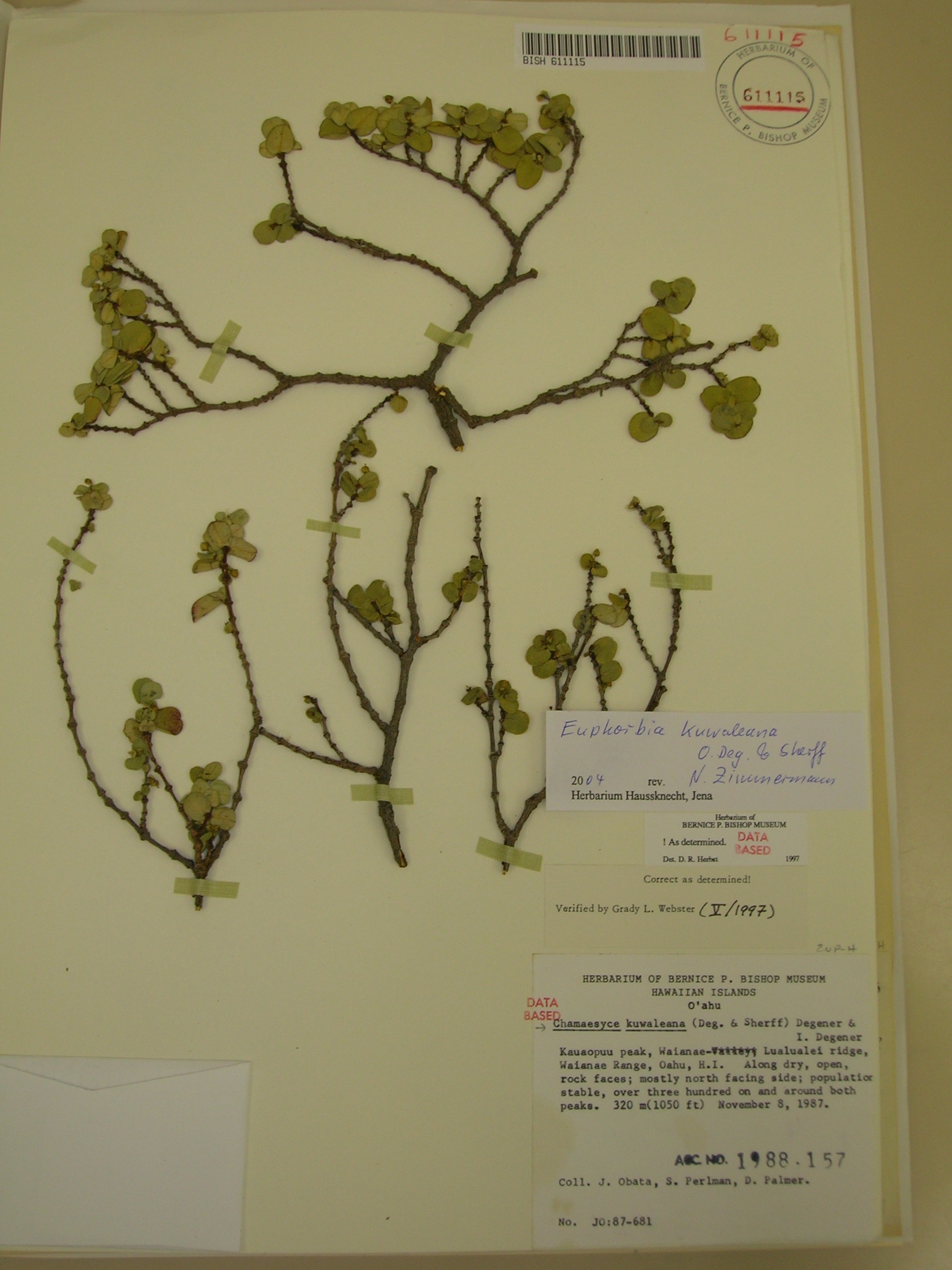
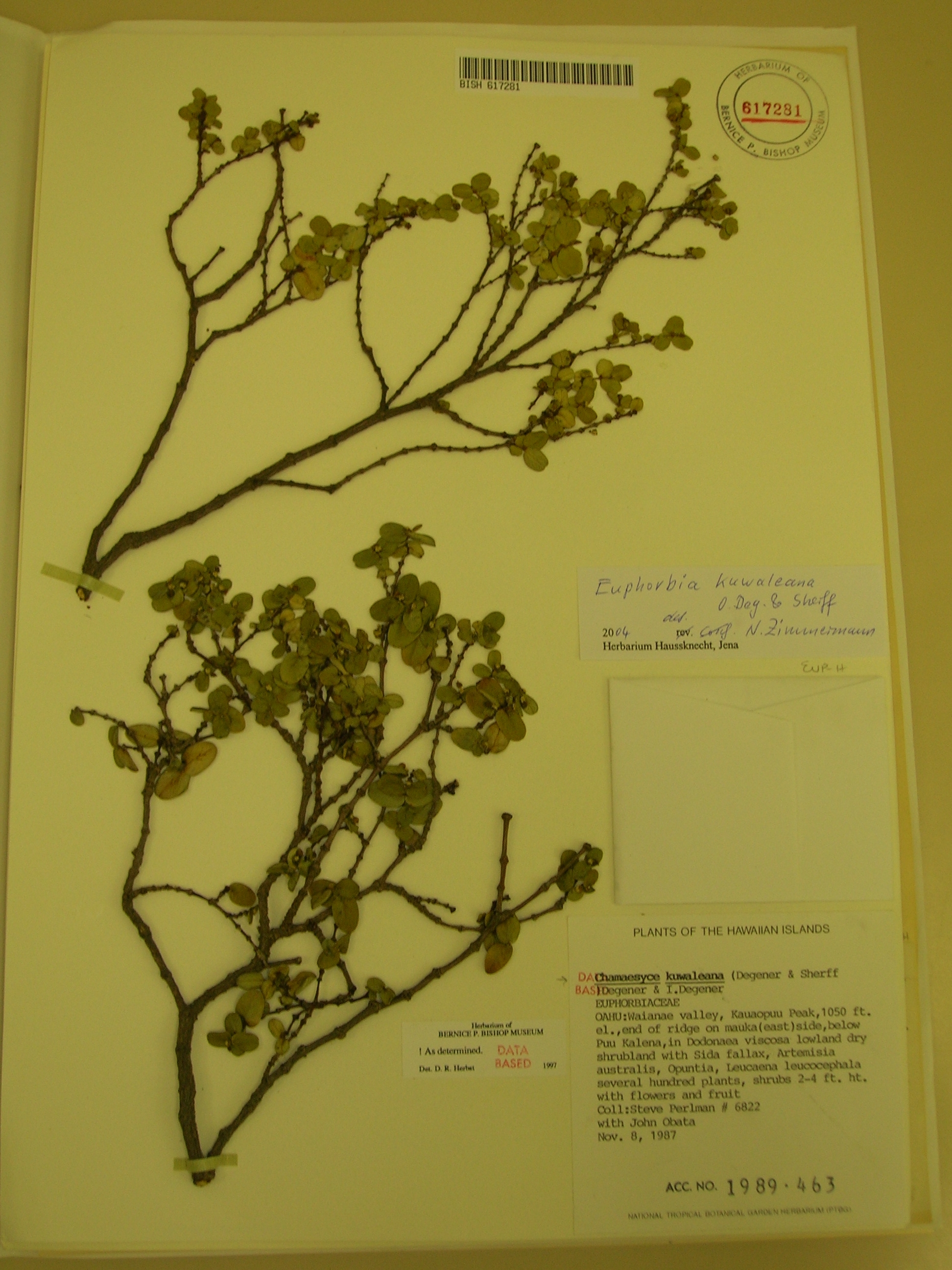